# 772 Tanete
Tanete (asteroide 772) é um asteroide da cintura principal com um diâmetro de 117,66 quilómetros, a 2,7270634 UA. Possui uma excentricidade de 0,09204243 e um período orbital de 1 901,25 dias (5,21 anos).
Tanete tem uma velocidade orbital média de 17,18612255 km/s e uma inclinação de 28,78344656º.
Esse asteroide foi descoberto em 19 de Dezembro de 1913 por Adam Massinger.